# Весенний треугольник

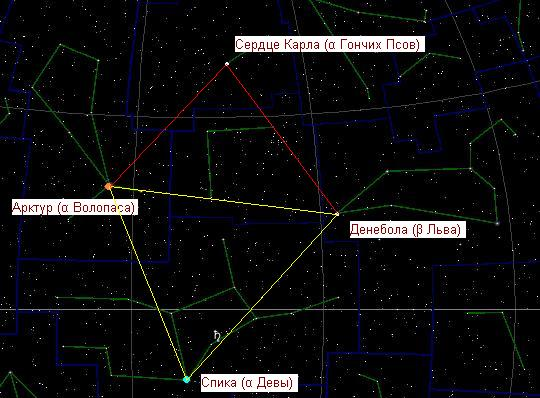
Весенний треугольник (жёлтый) и дополнение до ромба (красный)

Весе́нний треуго́льник — астеризм в экваториальной части неба. Состоит из ярких звёзд — Арктур (α Волопаса, −0,04m), Спика (α Девы, 0,98m), Денебола (β Льва, 2,14m).
Иногда к астеризму добавляется звезда Сердце Карла (α Гончих Псов), дополняющая треугольник до ромба. В этом варианте астеризм известен как Ожерелье Девы (Бриллиант Девы).
Наблюдается на всей территории земного шара, кроме окрестностей обоих полюсов. В России лучше всего виден весной.